# Ahmed Baba Miské
Ould Ahmed Miske Ahmed Baba, dit Ahmed Baba Miské (parfois orthographié Ahmed Baba Miske), né le 18 mai 1935 à Chinguetti et mort le 14 mars 2016 à Paris, est un homme politique, diplomate et écrivain mauritanien. Au cours de sa carrière, il est notamment ambassadeur de Mauritanie et membre du Front Polisario. 

## Biographie

### Enfance, formation et débuts
Miske naît dans la région d'Adrar dans la tribu Ahel Berikallah, une tribu présente à la fois en Mauritanie et au Sahara occidental. Il fréquente l'école primaire et secondaire en Mauritanie avant d'étudier à l'université de Dakar et de voyager en France.
Dès 1955, il devient militant et participe à la fondation de l'Association de la jeunesse mauritanienne, et en devient le secrétaire général. Il est alors décrit comme « idéaliste et anticolonialiste », et voulant « supprimer l'esclavage ».

### Carrière dans le parti Nahda
En 1958, Miské revient en Mauritanie après son voyage en France. Alors que la France propose l'indépendance aux pays encore sous son autorité coloniale, Miské crée le parti Nahda à Kaédi et en devient le secrétaire général. Il devient l'un des premiers opposants de Moktar Ould Daddah, alors homme politique émergent, que Miské considère comme trop traditionnel, pro-français et généralement déconnecté des vagues montantes de nationalisme qui dévorent alors les pays en développement. Bien que membre du Parti du Regroupement mauritanien, Miské se sent ignoré et exclu du pouvoir. 
En juillet 1960, deux mois après la formation du PRM, Miské est expulsé avec plusieurs autres dirigeants de jeunesse et nationalistes arabes pour leur opposition virulente et leurs critiques à l'égard de Daddah.  
Nahda préconise l'indépendance immédiate de la Mauritanie vis-à-vis de la France et le retrait de la Mauritanie de la communauté française, et plaide également pour des relations plus étroites avec le Maroc. Perçu comme favorisant les Maures blancs mauritaniens par rapport à la communauté mauritanienne d'Afrique noire, le parti n'est pas en mesure d'obtenir beaucoup de soutien de la communauté noire mauritanienne. S'appuyant sur des allégations de corruption, Daddah interdit le parti Nahda à la veille des élections législatives de 1959. Le Parti du Regroupement mauritanien remporte tous les sièges aux élections et, confrontés au manque de moyens juridiques pour contester le parti au pouvoir, un certain nombre de membres plus radicaux du parti de Miské s'engagent dans une campagne de violence, comprenant plusieurs attentats à la bombe, en mai 1960.  
En réponse, le président Daddah arrête cinq dirigeants de Nahda, dont Miské, qui est emprisonné dans la région isolée du Hodh El Chargui de mai 1960 à février 1961. Après sa libération, Miské se réconcilie avec Daddah et le parti Nahda et participe au Congrès de l'unité d'octobre 1964, qui permet la fusion de plusieurs partis politiques mauritaniens, dont Nahda et le Parti du regroupement mauritanien. La fusion de ces partis mène à la création du Parti populaire mauritanien, à laquelle Miské participe activement. Il en devient ensuite secrétaire. 

### Parti populaire mauritanien et exil
Bien qu'allié nominal de Daddah, Miské utilise sa position pour construire une base de pouvoir distincte. Craignant que Miské ne constitue ultérieurement une menace, Daddah le nomme ambassadeur de Mauritanie à Abidjan et à Washington et représentant permanent auprès de l'ONU. Miské occupe ces fonctions de 1964 à 1966 puis, après avoir été rappelé en Mauritanie, arrêté pour corruption. Il est cependant déclaré non coupable et libéré un mois plus tard. Miské s'exile ensuite pendant douze ans à Paris et fonde le magazine Africasia. 

### Fin de carrière politique et mort
À partir de 1988, il devient responsable des pays les moins avancés à l'Organisation des Nations unies.
En 1991, il est désigné comme médiateur pour résoudre la crise suivant le renversement du chef d'État malien Moussa Traoré. La crise provoque le départ du Mali de nombreux réfugiés Touaregs et Maures maliens. Un accord est finalement trouvé grâce à la participation de l'Algérie aux négociations, en décembre 1991, puis en avril 1992. 
Il publie en 2014 le livre La décolonisation de l’Afrique revisitée, avec lequel il poursuit son « combat » pour la « libération des peuples ». 
Il meurt le 14 mars 2016 à Paris, à l'âge de 80 ans. Son corps est rapatrié en Mauritanie et enterré à Nouakchott.

## Publications
- La décolonisation de l'Afrique revisitée : La responsabilité de l'Europe, Karthala Éditions, 2014, 175 p. (ISBN 978-2-811-11178-6)

## Lectures complémentaires
- « Unarmed Moroccans wait for march orders », Beaver County Times (consulté le 24 juillet 2010)
- Marie-Claire Foblets et Trutz von Trotha, Healing the wounds: essays on the reconstruction of societies after war, octobre 2004 (ISBN 9781841134680, lire en ligne)
- « Mauritania Envoy and Wife Leaving Their Posts at U.N. », The New York Times,‎ 24 avril 1966 (lire en ligne, consulté le 24 juillet 2010)